# Lidingö kommun
Lidingö kommun eller Lidingö stad är en kommun öster om Stockholms kommun inom Stockholms län.
Kommunen utgörs av ön Lidingö i Stockholms inre skärgård samt ett antal kringliggande öar. En stor del av arbetstillfällena i kommunen fanns i början av 2020-talet inom sektorerna service och tjänster, samtidigt var utpendlingen till Stockholm stor. 
Sedan kommunen bildades 1971 har befolkningstrenden varit positiv. Kommunen är ett starkt fäste för Moderaterna, vilka styr kommunen under mandatperioden 2022–2026 tillsammans med Lidingöpartiet i form av ett minoritetsstyre.

## Administrativ historik
Dagens kommun sammanfaller i huvudsak med Lidingö socken där Lidingö landskommun bildades vid kommunreformen 1862. 
Landskommunen ombildades 1910 till Lidingö köping som 1926 ombildades till Lidingö stad. Kommunreformen 1952 påverkade inte indelningarna.
Lidingö kommun bildades vid kommunreformen 1971 genom en ombildning av Lidingö stad, dock utan området ön Tranholmen som då överfördes till Danderyds kommun.
Ögruppen Storholmarna i Stora Värtan, innefattande öarna Storholmen (med halvön Tallholmen), Tistelholmen, Äggholmen samt Bastuholmen överfördes 1 januari 2011 från Vaxholms kommun. Församlingsindelningen ändrades bara ett år senare.
Kommunen använder enligt ett fullmäktigebeslut sedan 1992 benämningen Lidingö stad när det är kommunalrättsligt möjligt.
Kommunen ingick från bildandet till 2007 i Södra Roslags domsaga och kommunen ingår sedan 2007 i Stockholms domsaga.

### Kommun eller stad
Från 1992 använder Lidingö kommun genomgående benämningen Lidingö stad. Begreppen kommunfullmäktige (äldre benämning stadsfullmäktige) och kommunstyrelse kvarstår dock av juridiska skäl. De beslut som fattas i kommunfullmäktige och av kommunstyrelsen anges gälla Lidingö stad.

## Geografi
Gränsen mellan Lidingö och Stockholms kommuner går i nord-sydlig riktning i Lilla Värtan 350 meter från kajkanten vid Ropsten. Centralort är tätorten Lidingö.
Kommunen innefattar ön Lidingö samt ett antal kringliggande öar, däribland Storholmen, Stora och Lilla Höggarn, Duvholmen, Strömsö, Stora och Lilla Bergholmen, Fogdholmen, Länsmansholmen, Fjäderholmarna samt Svanholmen. 
Lidingö kommun ingår i Storstockholm. Kommunen är belägen i sydöstra delen av landskapet Uppland och är en del av Stockholms inre skärgård med Östersjön i öster. Kommunen omges av Stora Värtan, Lilla Värtan, Höggarnsfjärden och Askrikefjärden. Kommunen gränsar i sydöst och söder till Nacka kommun, i sydväst till Stockholms kommun, i nordväst till Danderyds kommun samt i norr och öster till Vaxholms kommun, alla i Stockholms län.

### Topografi och hydrografi
Kommunen utgörs av en av de större öarna i Stockholms inre skärgård. Huvudsakligen utgörs berggrunden av gnejser och graniter, och sprickdalslandskapet är täckt med morän, dalgångarna är den istället täckt med  vattenavsatta sediment. I sydvästra delen av kommunen finns stora hällmarksområden. Där är stränderna mycket branta. Sedimenttäckta områden finns primärt norr om Hustegafjärden. Kommunens västra och centrala delar är i stort sett bebyggda medan det i den östra delen finns större skogspartier, vilka domineras av lövskog, omväxlande med hagmark.
Nedan presenteras andelen av den totala ytan 2020 i kommunen jämfört med riket.
|  | Bebyggelse (43,3 %) |

|  | Skog (25,8 %) |

|  | Öppen myrmark (0,5 %) |

|  | Jordbruksmark (3,5 %) |

|  | Övrig mark (27,0 %) |

|  | Bebyggelse (3,1 %) |

|  | Skog (68,0 %) |

|  | Öppen myrmark (7,2 %) |

|  | Jordbruksmark (7,4 %) |

|  | Övrig mark (14,3 %) |

### Naturskydd
I kommunen finns en nationalpark, Kungliga nationalstadsparken, vilket var den första nationalstadsparken i världen när den bildades 1995. Parken rymmer gammelskog, likväl som badklippor, slott och museer. År 2022 fanns också två naturreservat i Lidingö kommun, Långängen–Elfvik och Kappsta.

### Administrativ indelning

#### För befolkningsrapportering
Fram till 2016 var kommunen för befolkningsrapportering indelad i en församling, Lidingö församling.
Från 2016 indelas kommunen i ett enda distrikt, Lidingö distrikt (Storholmen tillhör dock Vaxholms distrikt eftersom den tidigare låg i Vaxholms kommun).

#### Kommundelar
Kommunen är indelad i 28 kommundelar (stadsdelar) vars namn alla har en historisk anknytning till gamla lantbruksgårdar, torp eller dylikt som fick sina namn under 1300-talet fram till senast slutet av 1700-talet då många mindre gårdsnamn försvann och inkluderades i större gårdar som expanderade. 
| De 28 kommundelarna i Lidingö kommun |
| --- |
| - Baggeby - Bo - Bosön - Brevik - Ekholmsnäs - Elfvik - Fjäderholmarna - Grönsta - Gångsätra - Gåshaga - Hersby - Herserud - Islinge - Killinge - Koltorp - Käppala - Larsberg - Mosstorp - Mölna - Näset - Rudboda - Skärsätra - Norra Sticklinge - Södra Sticklinge - Storholmen - Stockby - Södergarn - Torsvik - Yttringe |

### Tätorter
År 2020 bodde 98,7 procent av kommunens invånare i någon av kommunens tätorter, vilket var högre än motsvarande siffra för riket där genomsnittet var 87,6 procent. Vid Statistiska centralbyråns tätortsavgränsning 2020 fanns det tre tätorter i Lidingö kommun:
| Tätort          | Befolkning |
| --------------- | ---------- |
| Lidingö         | 44 091     |
| Sticklinge udde | 3 064      |
| Storholmen      | 231        |

### Postadress
Postorten Lidingö (med postnummer i serien 181 XX) sammanfaller i princip med kommunen. Dock distribueras post till Fjäderholmarna via postorten Stockholm (postnummer 111 15).

## Styre och politik

### Styre
Under mandatperioden 2018–2022 styrdes kommunen av en koalition bestående av Kristdemokraterna, Moderaterna, det lokala partiet Lidingöpartiet samt Liberalerna. Under mandatperioden 2022–2026 har dock den styrande koalitionen blivit mindre, och kommunen styrs under mandatperioden av endast Moderaterna och Lidingöpartiet.

### Kommunfullmäktige

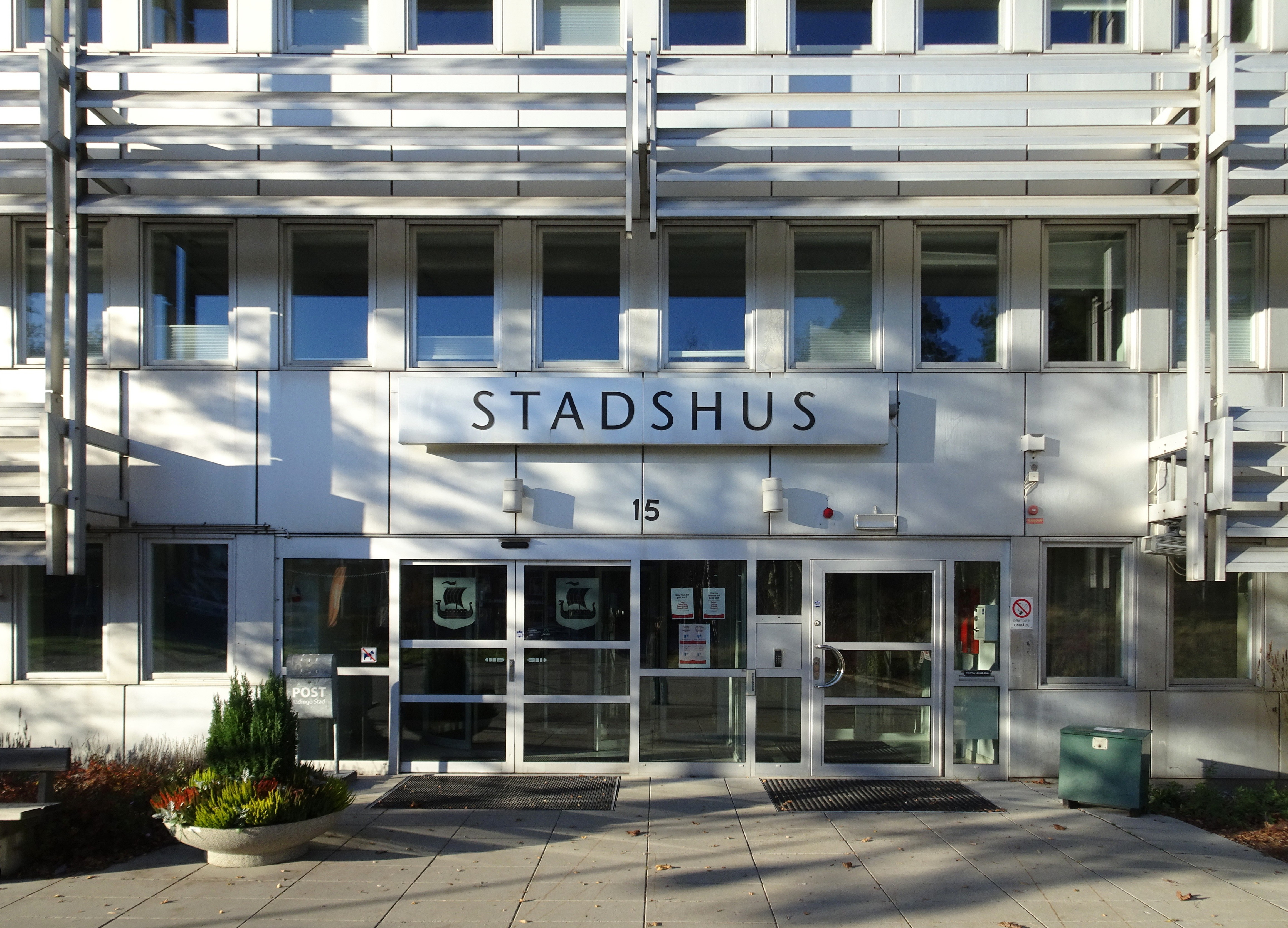
Lidingö stadshus, 2021.

Kommunfullmäktige är kommunens högsta beslutande organ. Förutom de åtta riksdagspartierna finns Lidingöpartiet representerat i fullmäktige.

#### Presidium
| Presidium 2022–2026    | Presidium 2022–2026 | Presidium 2022–2026 |
| ---------------------- | ------------------- | ------------------- |
| Ordförande             | M                   | Anna-Britta Bergman |
| Förste vice ordförande | LP                  | Hans Grundell       |
| Andre vice ordförande  | S                   | Ewa Lantz           |

#### Mandatfördelning 1970–2022
Moderaterna är det största partiet i kommunen, och partiet vann i mitten av förra seklet som mest hälften av mandaten i kommunfullmäktige och hade därefter under många decennier ett starkt väljarstöd. I valet 2022 fick partiet cirka 28 % av rösterna, då många väljare valde att gå över till det lokala Lidingöpartiet, som fick cirka 17 % av alla röster.
| 2 | 11 | 4 | 9 | 15 |

| 31 | 10 |

| 2 | 9 | 4 | 5 | 4 | 17 |

| 29 | 12 |

| 2 | 11 | 7 | 4 | 6 | 19 |

| 30 | 19 |

| 3 | 10 |  | 7 | 4 | 6 | 19 |

| 30 | 21 |

| 3 | 11 |  | 7 | 3 | 4 | 21 |

| 30 | 21 |

|  | 10 |  | 7 |  | 7 | 21 |

| 26 | 25 |

|  | 10 |  | 7 |  | 8 | 20 |

| 28 | 23 |

|  | 8 |  |  | 7 |  | 7 |  | 21 |

| 30 | 21 |

|  | 9 |  | 9 | 4 | 5 | 20 |

| 29 | 22 |

|  | 7 |  | 6 |  | 6 | 4 | 22 |

| 28 | 23 |

|  | 8 |  | 5 |  | 10 |  | 20 |

| 29 | 22 |

|  | 7 |  | 6 | 4 | 7 |  | 22 |

| 27 | 24 |

| 5 | 4 | 7 | 8 | 6 |  | 19 |

| 24 | 27 |

|  | 5 | 4 |  | 7 | 9 | 4 |  | 18 |

| 28 | 23 |

|  | 5 | 3 | 3 | 7 | 9 | 6 | 3 | 13 |

| 30 | 21 |

|  | 8 |  | 3 | 11 | 9 | 5 | 3 | 18 |

| 39 | 22 |

### Nämnder

#### Kommunstyrelse
Under kommunfullmäktige sorterar kommunstyrelsen som verkställer besluten i kommunfullmäktige som har följande underorganisationer till sitt förfogande:
- 6 st facknämnder, dess förvaltningar samt valnämnden och överförmyndaren.
- Stadsdirektören med stadslednings-, konsult- och servicekontoret.
- Miljö- och stadsbyggnadskontoret (sorterar parallellt under stadsdirektören).
- Lidingö kommuns helägda bolag; Lidingö stads tomt AB och Lidingöhem AB.

Kommunstyrelsens ordförande och kommunalråd är sedan augusti 2018 Daniel Källenfors (M). Utöver Källenfors har Lidingö ett ytterligare kommunalråd, Anders Paulsen (LP) som är vice ordförande i kommunstyrelsen och ordförande i tekniska nämnden. Oppositionsråd är Daniel Larson (S). 
| Presidium 2023–2026 | Presidium 2023–2026 | Presidium 2023–2026 |
| ------------------- | ------------------- | ------------------- |
| Ordförande          | M                   | Daniel Källenfors   |
| Vice ordförande     | LP                  | Anders Paulsen      |

#### Lista över kommunstyrelsens ordförande
Lidingö har haft en moderat ordförande i kommunstyrelsen (tidigare drätselkammaren) sedan 1946. 
| Namn | Namn                        | Från | Till | Politisk tillhörighet |
| ---- | --------------------------- | ---- | ---- | --------------------- |
|      | Staffan Anderberg           | 1992 | 2002 | Moderaterna           |
|      | Paul Lindquist              | 2003 | 2014 | Moderaterna           |
|      | Anna Rheyneuclaudes Kihlman | 2014 | 2018 | Moderaterna           |
|      | Daniel Källenfors           | 2018 |      | Moderaterna           |

### Valresultat 2022
| Parti                            | Valdistrikt                   | Valdistrikt | Kommun  |
| Parti                            | Starkaste                     | Andel       | Andel   |
| -------------------------------- | ----------------------------- | ----------- | ------- |
| M                                | Gåshaga                       | 42,60 %     | 28,03 % |
| LP                               | Torsvik N - Hersby N          | 22,23 %     | 16,91 % |
| C                                | Rudboda Ö - Yttringe - Elfvik | 21,95 %     | 14,49 % |
| S                                | Gångsätra V                   | 31,50 %     | 13,18 % |
| L                                | Rudboda V - Bosön             | 11,41 %     | 8,74 %  |
| SD                               | Käppala N                     | 11,79 %     | 5,46 %  |
| KD                               | Gåshaga                       | 7,40 %      | 5,09 %  |
| MP                               | Hersby SÖ - Mosstorp          | 7,50 %      | 3,83 %  |
| V                                | Käppala N                     | 13,69 %     | 3,70 %  |
| Data hämtat från Valmyndigheten. |                               |             |         |

Exklusive uppsamlingsdistrikt. Partier som fått mer än en procent av rösterna i minst ett valdistrikt redovisas.

### Internationella relationer
Lidingö kommun har ett flertal internationella samarbeten vilka syftar till att "bidra till att stadens övergripande vision och strategiska mål uppfylls". Årligen tar kommunen internationella studiebesök från olika delar av världen och representanter från kommunen, liksom elever, gör besök utomlands. Som en del av det internationella arbetet har kommunen vänorterna Saldus i Lettland och Slavuta i Ukraina, fadderorten Lojo i Finland och systerstaden Alameda, Kalifornien i USA.
Fadderverksamheten med Lojo växte fram 1942 och började med ett barnhem på Gångsätra gård, vilken senare övergick till barnbespisning på plats i Finland. Vänortssamarbetet med Saldus har pågått sedan slutet på 1980-talet och under åren 1993 till 2013 fanns Lidingö-Saldus vänortsförening som upprättade "ett nät av varaktiga vänskapsrelationer mellan städerna". Numer pågår inget samarbeten med systerstaden Alameda vars kontakter inleddes 1959 som ett led i Eisenhowers "people-to-people-movement".

## Ekonomi och infrastruktur

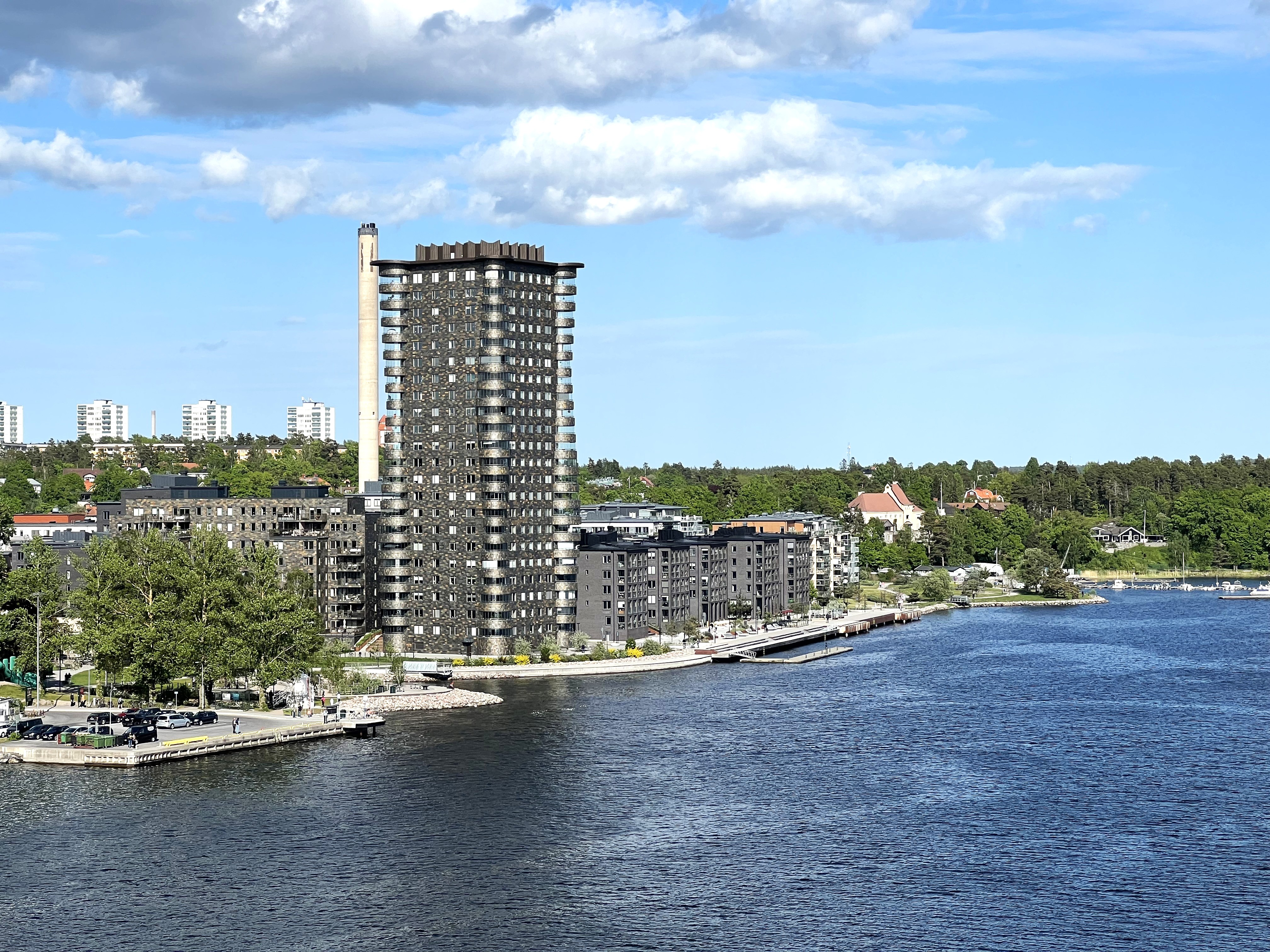
Fyrtornet Dalénum är Lidingös nya landmärke, 2023.

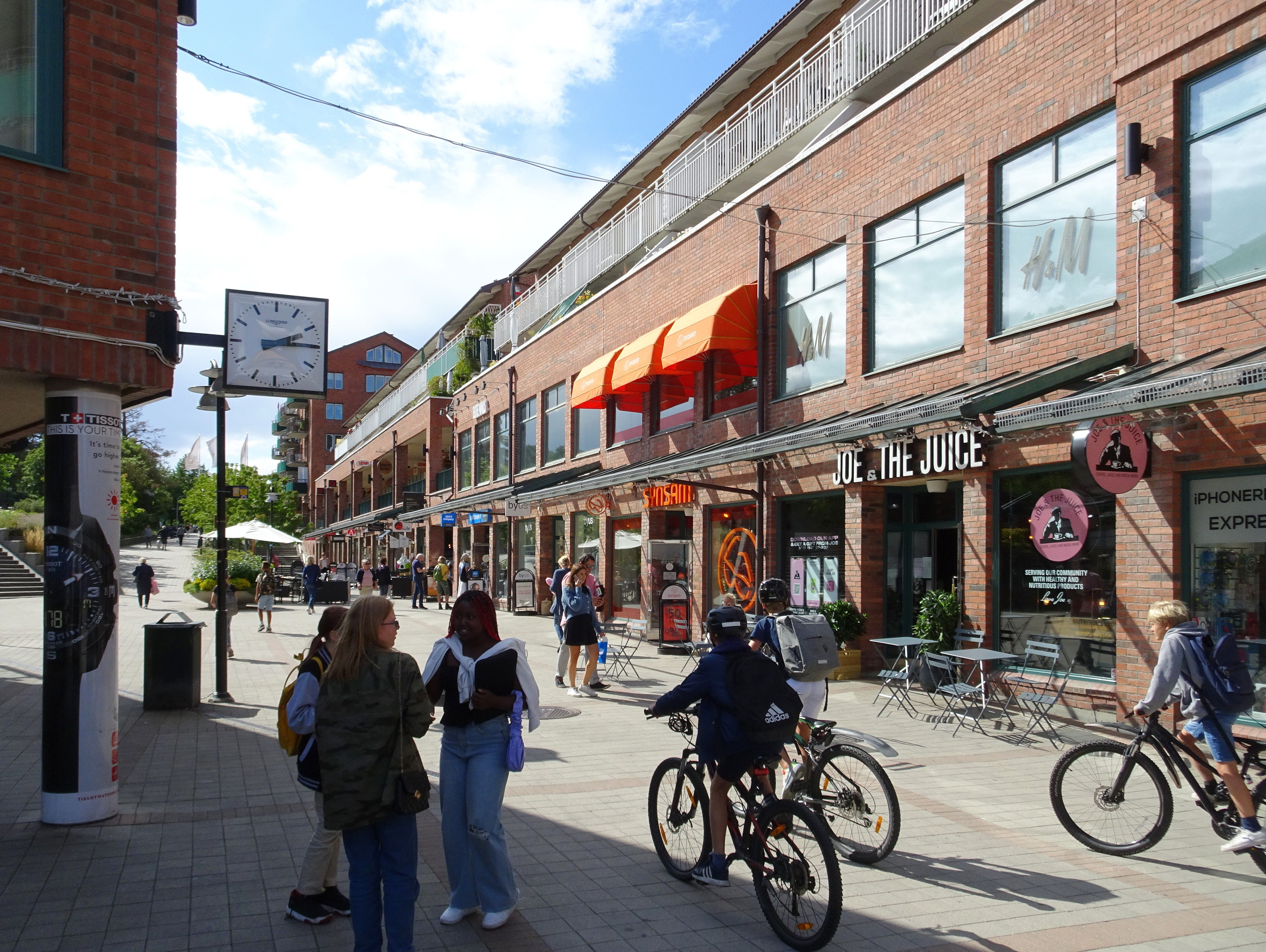
Lidingö centrum, 2021.

### Näringsliv
En stor del av arbetstillfällena i kommunen fanns i början av 2020-talet inom sektorerna service och tjänster medan tillverkningsindustrin bidrog med omkring fyra procent. Bland större företag hittas AGA Gas AB som har sitt koncernhuvudkontor på Lidingö, konsultföretaget Bonver Logostic AB samt Apotekstjänst AB. En annan viktig del av näringslivet var besöks- och konferensnäringen (se Konferensanläggningar på Lidingö). Utpendlingen till Stockholm var stor. Största arbetsgivare 2020 var kommunen själv med 2354 anställda. Den största privata arbetsgivaren var Apotekstjänst med 275 anställda.

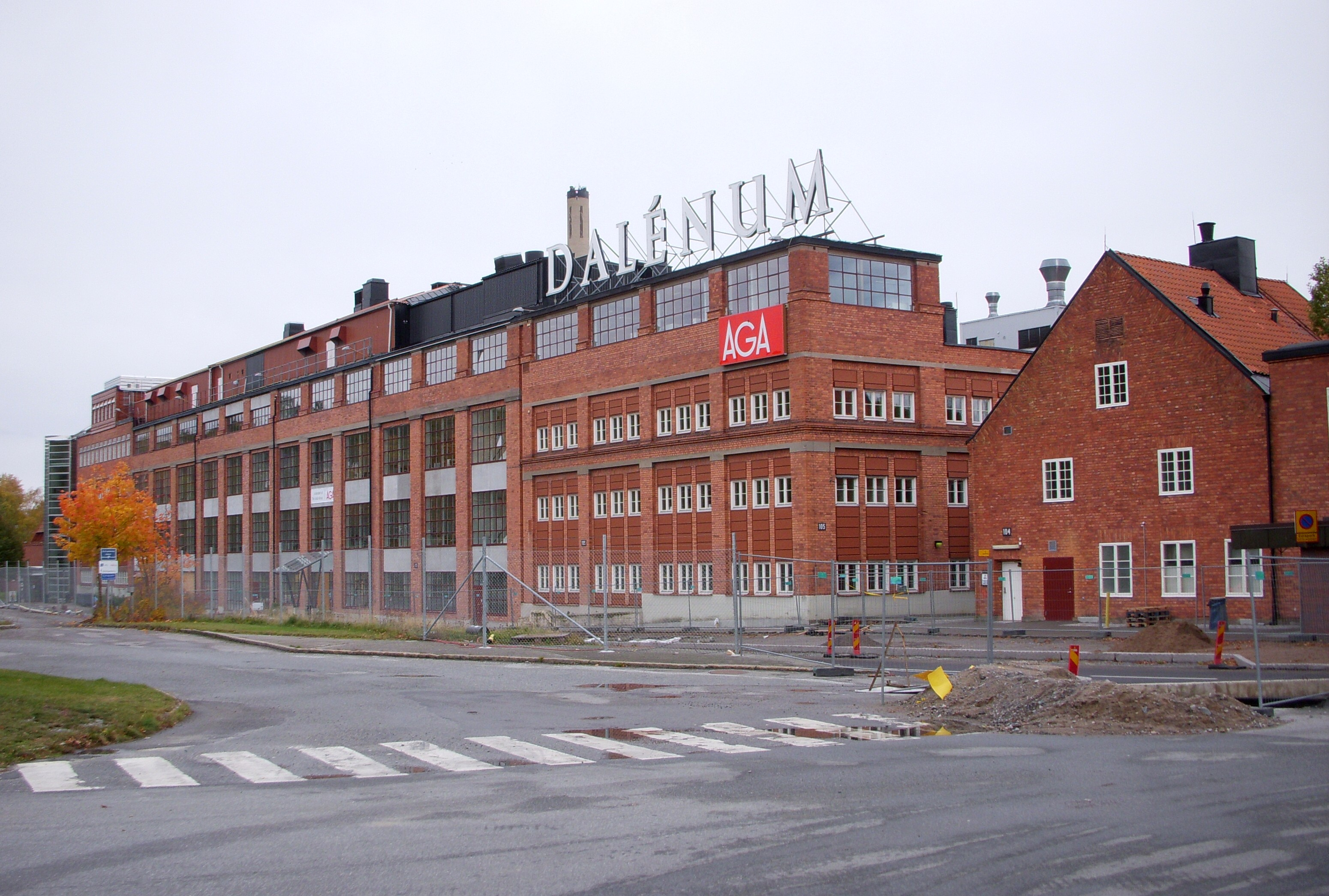
Dalénum företagsby. AGA:s tidigare produktions- och utvecklingscenter i Skärsätra, 2009.

Företagsbyar finns i området Dalénum, AGA:s tidigare fabrikslokaler med ett 70-tal företag, i Stockby där det finns omkring 21 olika företag av varierande storlek och Gåshaga företagsby. AGA AB:s huvudkontor med cirka 150 anställda utgör en del av Dalénum.

### Infrastruktur

#### Transporter

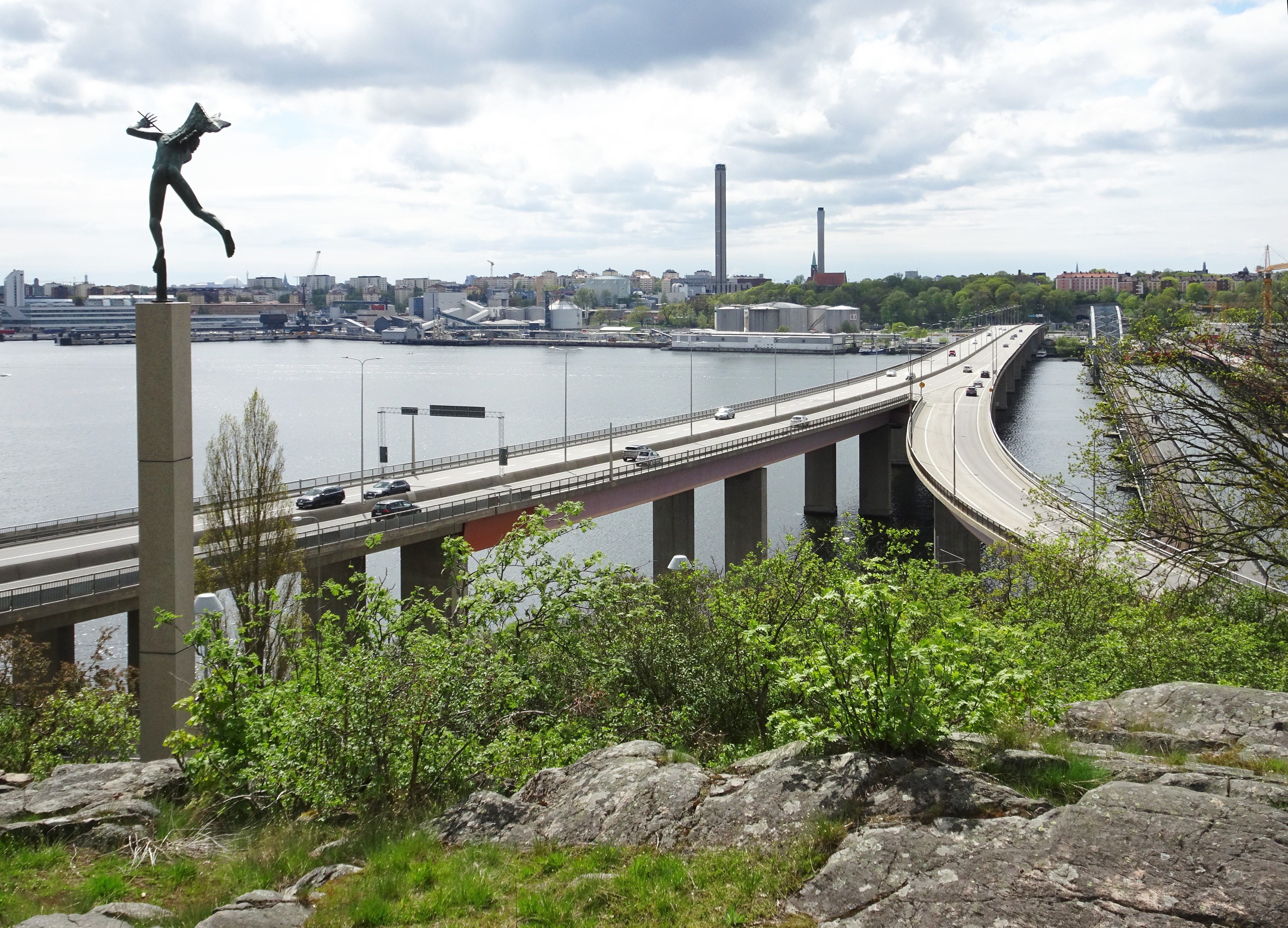
Nya och gamla Lidingöbron förbinder Lidingö vid Torsvik med Ropsten på Stockholmssidan. Vy mot Ropsten. Foto från maj 2021.

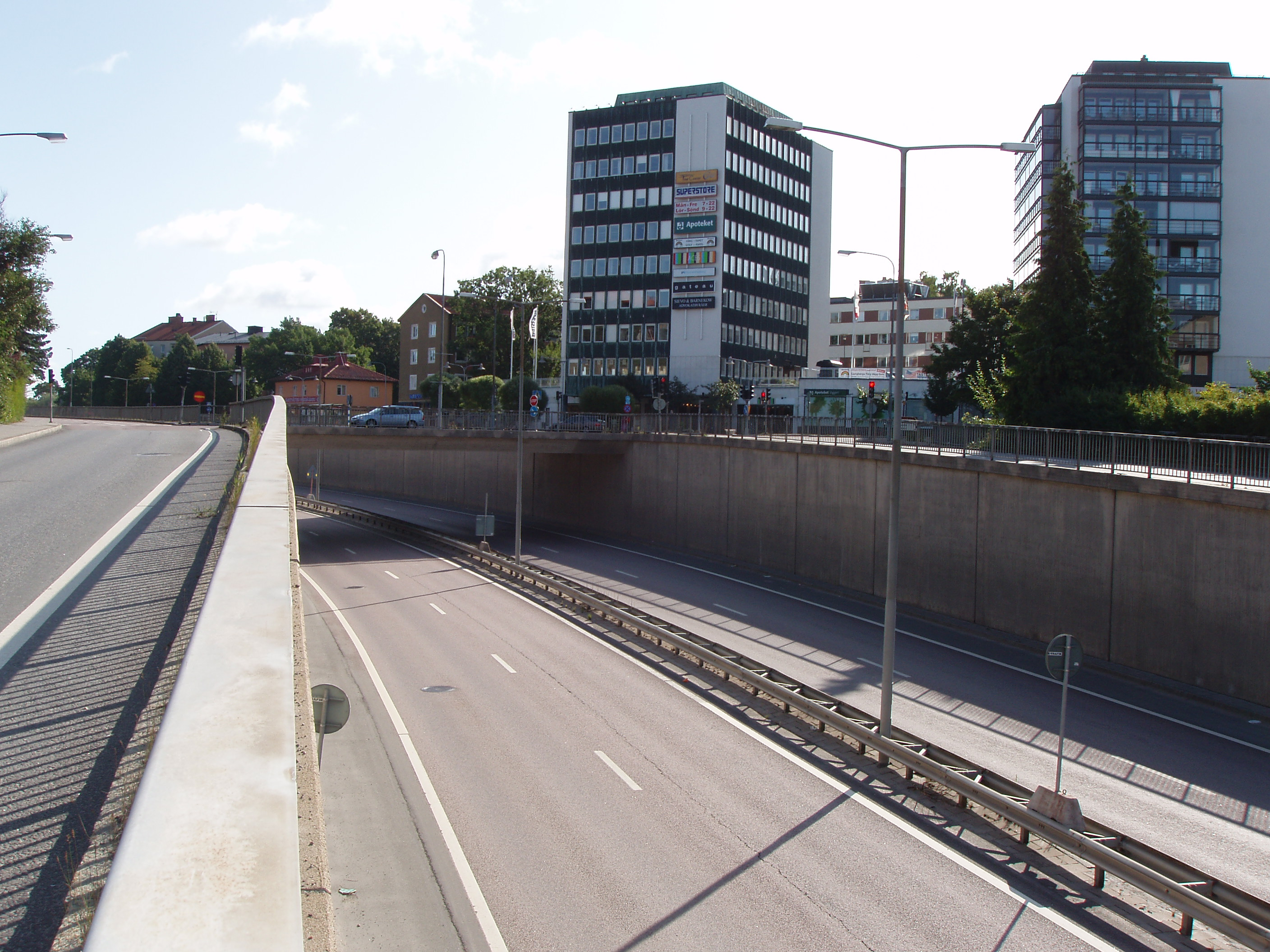
Huvudleden för motorfordon in till och ut från Lidingö vid Torsvik. Foto från augusti 2009.

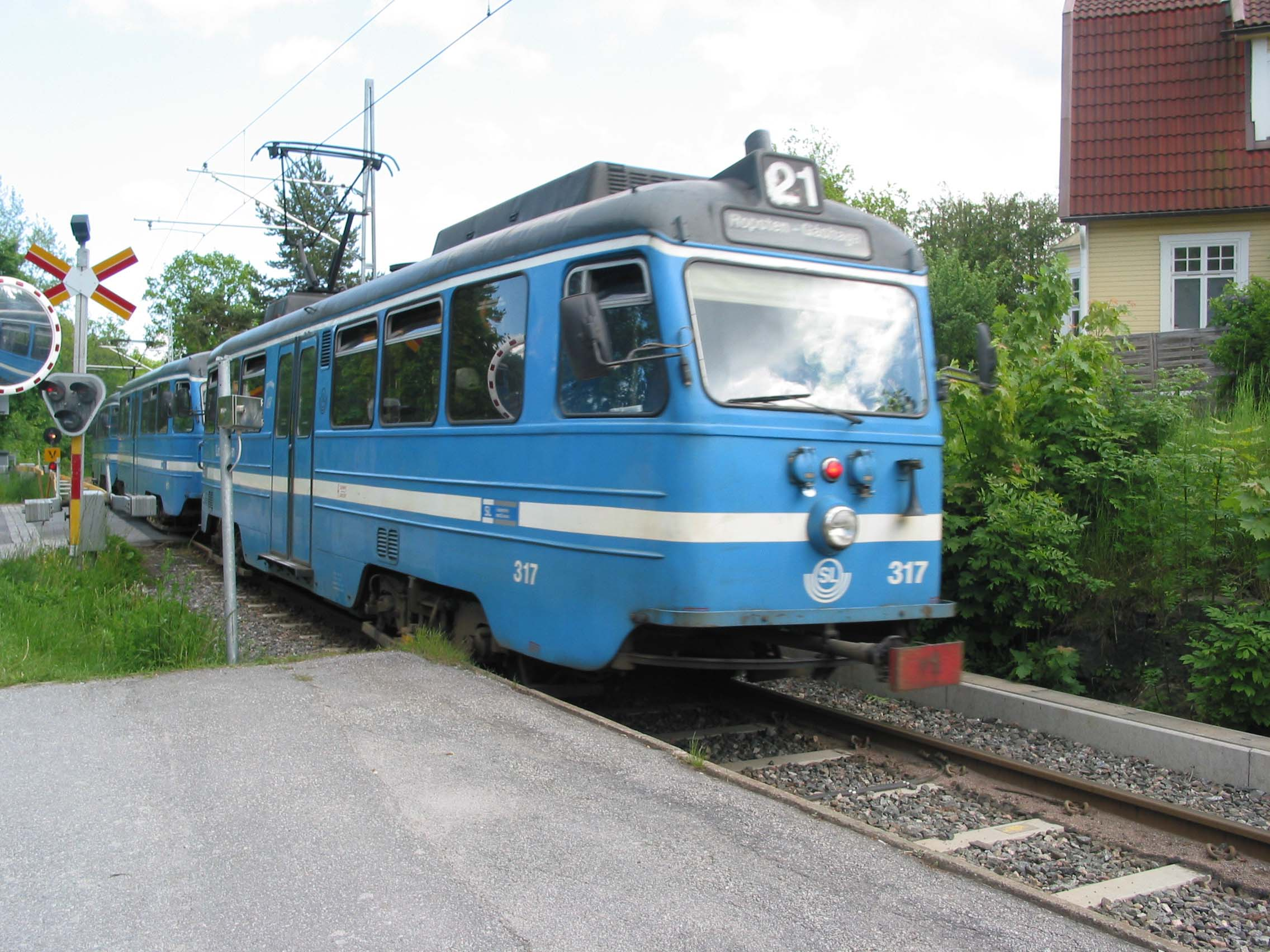
Lidingöbanans linje 21 trafikerar sträckan Gåshaga brygga-Ropsten. Tågsätt vid Kottla station. Foto från juni 2005.

Gamla och nya Lidingöbron och länsväg 277 som förbinder Torsvik med Ropsten är Lidingös enda vägförbindelser med fastlandet. Den nya Lidingöbron, med tre körfält i vardera riktningen, är enbart avsedd för motorfordon. Gamla Lidingöbron används enbart för Lidingöbanan, med ett spår utan möjlighet till mötande spårvagnar, cyklister, mopedister och fotgängare. Vid behov kan bron också utnyttjas av räddningsfordon och liknande om nya Lidingöbron är blockerad. Södra Kungsvägen/Gåshagaleden, mellan Torsvik och Gåshaga längst österut på södra Lidingö, är den största genomfartsleden på Lidingö. Leden innefattar sju trafikljusplatser och två järnvägskorsningar med bommar för Lidingöbanan, samt fyra rondeller. Vägsträckningen mellan uppfarten på Lidingöbron vid Ropsten och Gåshaga bostadsområde, längst österut på södra Lidingö, uppgår till cirka 9,7 km. I gles trafik avverkas sträckan med bil på cirka 12 minuter. Genomfartsleden på norra Lidingö sträcker sig från Lidingöbron förbi bostadsområdena Näset och Bo ut till bostadsområdet Rudbodas östra gräns mot den norra delen av Långängen-Elfviks naturreservat och vidare ut till Elfviks gård via Elfviksvägen.
På södra Lidingö finns Lidingöbanan, spårvagnslinje 21, med ändstationer Gåshaga brygga längst österut på södra Lidingö respektive Ropsten på Stockholmssidan via Gamla Lidingöbron där tunnelbanan i Stockholm ansluter. Sträckan Ropsten till Gåshaga brygga med Lidingöbanan avverkas på cirka 20 minuter. Sträckan Gåshaga brygga till T-centralen med omstigning till tunnelbanan vid Ropsten tar cirka 34 minuter.
Ett omfattande bussnät finns för resor inom Lidingö. De norra delarna av Lidingö inkluderat Rudboda och Näsets flerbostadsområde, som saknar spårbunden trafik, trafikeras av bussar som via Lidingö centrum går vidare till Ropsten med omstigning till tunnelbanan. I rusningstrafik går det även bussar från Larsberg via bostadsområdena Bodal och Baggeby på södra Lidingö till Ropsten och vice versa för att komplettera Lidingöbanans begränsade kapacitet för dessa bostadsområden som sammantaget utgör det mest tätbefolkade området på Lidingö. SL ansvarar för buss- och tågtrafiken på Lidingö. Lidingö kommun har som målsättning att ha samtliga bussar på Lidingö biogasdrivna med gas producerad från Käppalaverket.
Reguljär båtförbindelse finns mellan Ropsten och Mor Annas brygga på nordvästra ön. Från Nybroviken i centrala Stockholm går, via Lidingö och Nacka Strand, även reguljär trafik hela vägen ut till Stockholms skärgård (bl.a. Vaxholm). Bryggplatserna på Lidingö för denna trafik är Klippudden, Larsberg och Gåshaga.
P-skiva gäller på de två stora parkeringsplatserna vid Lidingö centrum och på vissa andra parkeringsplatser, med 3 timmars fri parkering på de större och 30 minuter på de mindre parkeringsplatserna. Parkering på gatumark är avgiftsfri och i de flesta fall begränsad till 24 timmar. Särskilda parkeringsregler gäller vintertid 1 november - 30 april: datumparkering och veckodagsparkering. Lidingö kommun har ett system för boendeparkering vilket ger boende i vissa centrala områden på ön mer generösa regler, medan parkeringen för besökare är mer begränsad. Systemet ger också de boende avgiftsfri 7-dagarsparkering. En större infartsparkering till Stockholms kommun ligger i anslutning till tunnelbanestationen vid Ropsten, innanför avgiftsringen för trängselskatt.
Lidingö ligger utanför avgiftsringen för trafik till och från Stockholms kommun som permanentades 2007. Vid Ropsten finns två betalstationer i anslutning till Lidingöbron. För att komma ut på det allmänna vägnätet eller in till Lidingö utan att erlägga trängselskatt, behöver en bilist använda Norra länkens tunnelsystems anslutning till E4 i Solna stad eller Roslagsvägen och E18.
Fram till Norra länkens öppnande 2014 fanns en undantagsregel, allmänt kallad Lidingöregeln, som tillät bilister att utan erläggande av trängselskatt köra genom Stockholm till och från Lidingö om passagen genom Stockholms avgiftsring klarades av på under 30 minuter.

#### Utbildning

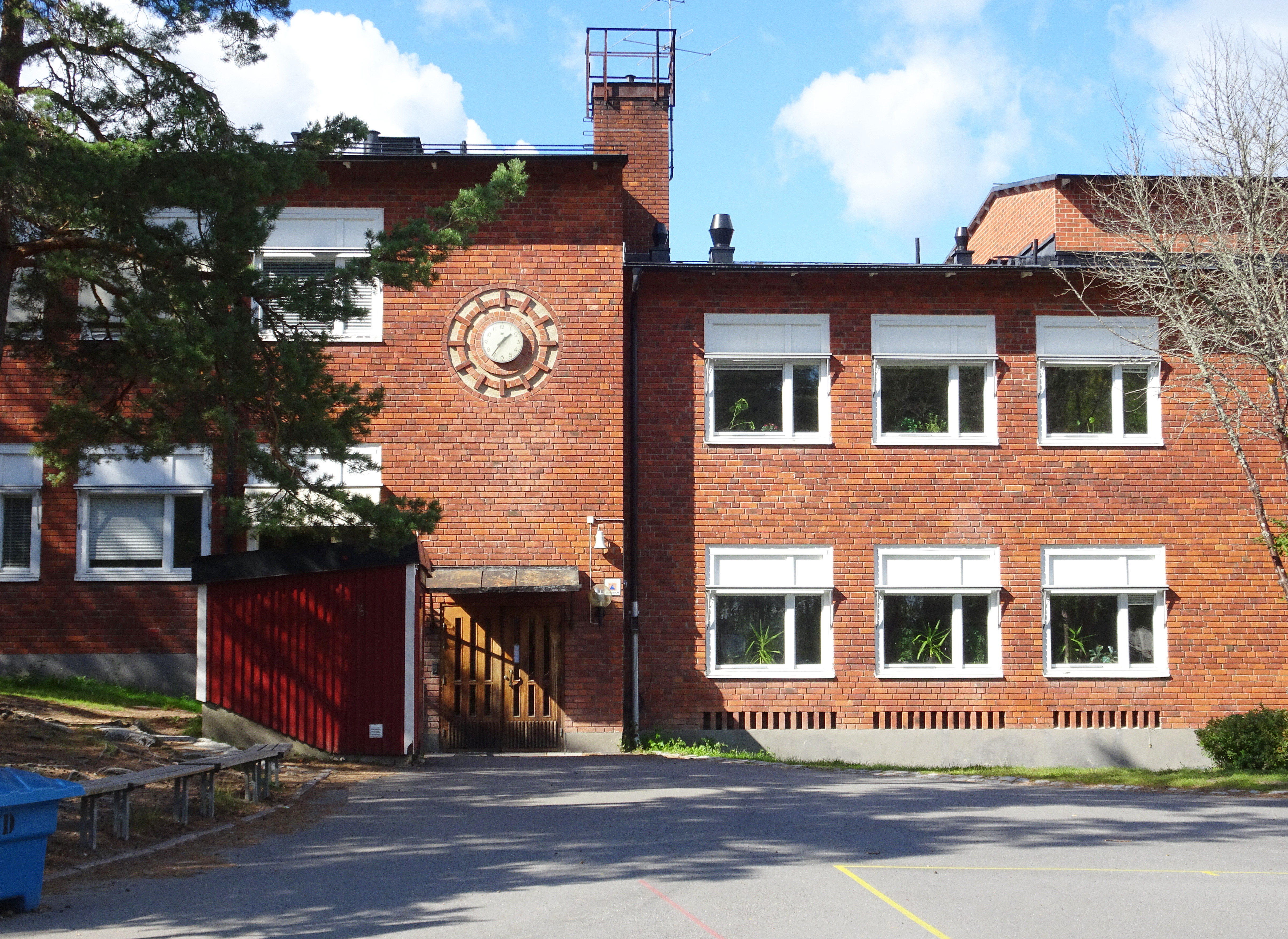
Käppala skola.

År 2022 fanns 17 grundskolor varav sex var fristående. Totalt gick 1 100 av kommunens 5 800 grundskoleelever i de fristående skolorna. Bland de kommunala skolorna hittas exempelvis Klockargårdens skola, Käppala skola, Rudboda skola och Skärsätra skola.

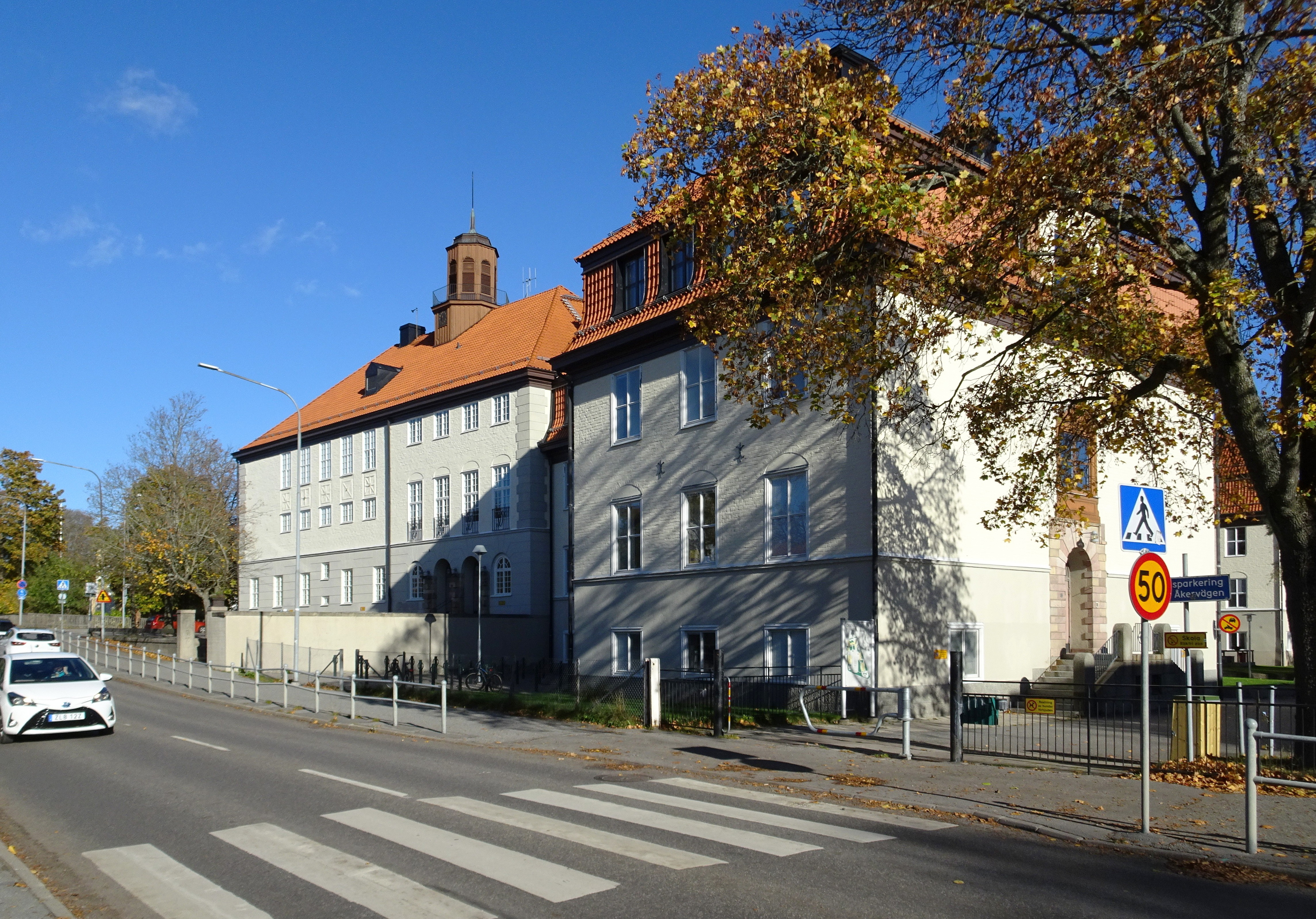
Hersby gymnasium.

Samma år, 2022, fanns fyra gymnasium. Hersby gymnasium är det kommunala gymnasiet och de tre fristående är Christinagymnasiet, Stillerska gymnasiet och Lunagymnasiet.
2022 flyttade Beckmans designhögskola in i AGA:s gamla lokaler i Dalénum. 
För vuxna finns Bosöns Idrottsfolkhögskola, vars verksamhet började 1961. Vidare har Linköpings universitet en filial på Campus Lidingö, Malmstens Linköpings universitet. Där utbildas studenter i möbeldesign, möbelsnickeri och möbeltapetsering. Sedan 1985 har andelen invånare med minst 3 års eftergymnasial utbildning i åldersgruppen 25-64 år varit betydligt högre än genomsnittet för riket. År 2021 var siffran 48,9 procent med snittet för Sverige var 29,6 procent.

#### Reningsverk för avloppsvatten
Käppalaverket beläget in kommundelen Gåshaga på den östra sidan av södra Lidingö, är ett reningsverk som tar emot avloppsvatten från 12 kommuner i norra och östra Storstockholm med rening av över 50 milj. m3 avloppsvatten per år. Verket är producent av rötslam och biogas. Verket har sina anläggningar i stora bergrum i Käppala gränsande till Gåshaga med en bergtunnel till den nordvästra delen av Lidingö för vidare anslutning över Stora Värtan till Stocksund och ut till anslutna kommuner.

## Befolkning

### Demografi

#### Befolkningsutveckling
Kommunen har 48 313 invånare (31 mars 2025), vilket placerar den på 55:e plats avseende folkmängd bland Sveriges kommuner.
| Befolkningsutvecklingen i Lidingö kommun 1970–2020                                                              | Befolkningsutvecklingen i Lidingö kommun 1970–2020 | Befolkningsutvecklingen i Lidingö kommun 1970–2020 | Befolkningsutvecklingen i Lidingö kommun 1970–2020 | Befolkningsutvecklingen i Lidingö kommun 1970–2020 |
| --- | -------------------------------------------------- | -------------------------------------------------- | -------------------------------------------------- | -------------------------------------------------- |
| |                                                    |                                                    |                                                    |                                                    |
| År |                                                    |                                                    | Folkmängd                                          |                                                    |
| 1970 | 1970                                               |                                                    | 36 174                                             |                                                    |
| 1975 | 1975                                               |                                                    | 36 727                                             |                                                    |
| 1980 | 1980                                               |                                                    | 37 390                                             |                                                    |
| 1985 | 1985                                               |                                                    | 38 271                                             |                                                    |
| 1990 | 1990                                               |                                                    | 38 399                                             |                                                    |
| 1995 | 1995                                               |                                                    | 39 042                                             |                                                    |
| 2000 | 2000                                               |                                                    | 40 584                                             |                                                    |
| 2005 | 2005                                               |                                                    | 41 892                                             |                                                    |
| 2010 | 2010                                               |                                                    | 44 017                                             |                                                    |
| 2015 | 2015                                               |                                                    | 46 302                                             |                                                    |
| 2020 | 2020                                               |                                                    | 48 005                                             |                                                    |
| Anm: Uppgifterna avser förhållandena den 31 december enligt den kommunala indelningen den 1 januari året efter. |                                                    |                                                    |                                                    |                                                    |

#### Utländsk bakgrund
Den 31 december 2018 utgjorde antalet invånare med utländsk bakgrund (utrikes födda personer samt inrikes födda med två utrikes födda föräldrar) 10 470, eller 21,90 % av befolkningen (hela befolkningen: 47 818 den 31 december 2018). Den 31 december 2002 utgjorde antalet invånare med utländsk bakgrund enligt samma definition 6 422, eller 15,59 % av befolkningen (hela befolkningen: 22 296 den 31 december 2002).

#### Invånare efter de vanligaste födelseländerna
Följande länder är de 10 vanligaste födelseländerna för befolkningen i Lidingö kommun.
| Födelseland 31 december 2021 | Födelseland 31 december 2021 | Födelseland 31 december 2021 | Födelseland 31 december 2021 | Födelseland 31 december 2021 |
| ---------------------------- | ---------------------------- | ---------------------------- | ---------------------------- | ---------------------------- |
| Nr                           | Land                         | Antal                        | Andel                        | Andel i hela riket           |
| 1                            | Sverige                      | 39 473                       | 81,96 %                      | 80,00 %                      |
| 2                            | Finland                      | 752                          | 1,56 %                       | 1,31 %                       |
| 3                            | Polen                        | 487                          | 1,01 %                       | 0,91 %                       |
| 4                            | Storbritannien               | 387                          | 0,80 %                       | 0,31 %                       |
| 5                            | Tyskland                     | 343                          | 0,71 %                       | 0,51 %                       |
| 6                            | Iran                         | 318                          | 0,66 %                       | 0,80 %                       |
| 7                            | Chile                        | 255                          | 0,53 %                       | 0,27 %                       |
| 8                            | Irak                         | 253                          | 0,53 %                       | 1,40 %                       |
| 9                            | USA                          | 250                          | 0,53 %                       | 0,23 %                       |
| 10                           | Ryssland                     | 235                          | 0,49 %                       | 0,22 %                       |

## Kultur

### Museum
År 2022 fanns två museum i kommunen – Lidingö museum och Millesgården.
Lidingö museum ligger i Villa Fornboda och drivs av Lidingö hembygdsförening. Där gestaltas öns utveckling under 1900-talet. På kulturcentrumet Millesgården visas konst från  700 f. Kr. och framåt.

### Kulturarv
År 2022 fanns 26 fornlämningar, som hittats i kommunen, registrerade hos Riksantikvarieämbetet. Bland dessa återfinns Upplands runinskrifter Fv1986;84.
År 2022 fanns nio byggnadsminnen i kommunen. Bland dessa återfinns Apelsinvillan, Canadaradhusen, Villa Finedal och Villa Högberga. Därtill fanns tre riksintressen för kulturmiljöer – Grönstakolonin, Bygge och Bo och Farleden utmed inloppet till Stockholm via Vaxholm.
I syfte att tillgängliggöra kulturarv har kommunen märkt upp dessa med skyltar och delat in dem i områden. Bland dessa återfinns i nordvästra Lidingö minnesplatsen över Raol Wallenberg och Lidingös äldre centrum. I nordöstra Lidingö hittas Dalakolonin och Elfviks gård, i sydvästra Lidingö kyrka och Villa Ekbacken och i sydöstra hittas Mölna gård och Villa Högberga.

### Kommunvapen
Blasonering: I blå sköld ett vikingaskepp av guld.
Första utformningen av vapnet handmålades av Brita Grep på dåvarande Riksheraldikerämbetet och fastställdes för Lidingö stad av stadsfullmäktige i slutet av 1927 och godkändes av Kungl Maj:t 1928. Vapnet som togs över av kommunen, inregistrerades av PRV (Patent- och registreringsverket) 1 november 1974.

### Sport
År 2020 antog kommunfullmäktige ett nytt idrottspolitiskt program som inkluderar satsningar i samverkan med "initiativrika Lidingöbor och idrottsföreningar". Satsningar ska göras på spontanidrott likväl som renoveringar och byggande av hallar och arenor. Ett exempel på genomförda projekt inom ramen för programmet var renoveringen av Lidingövallen 2021.

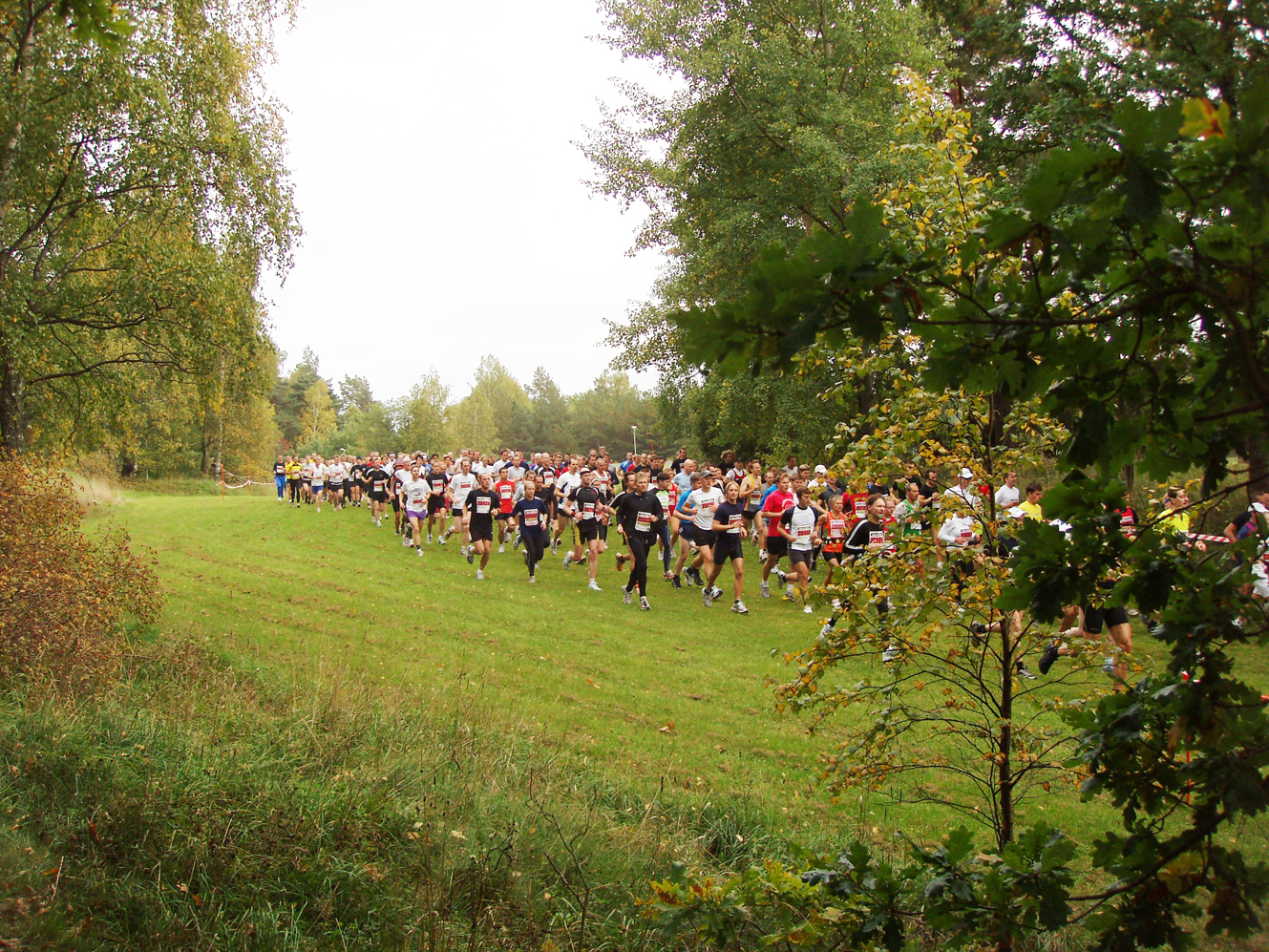
Lidingöloppet, 27 september 2008. Startgrupp 2, 30 km, springer förbi Stockby motionsgård.

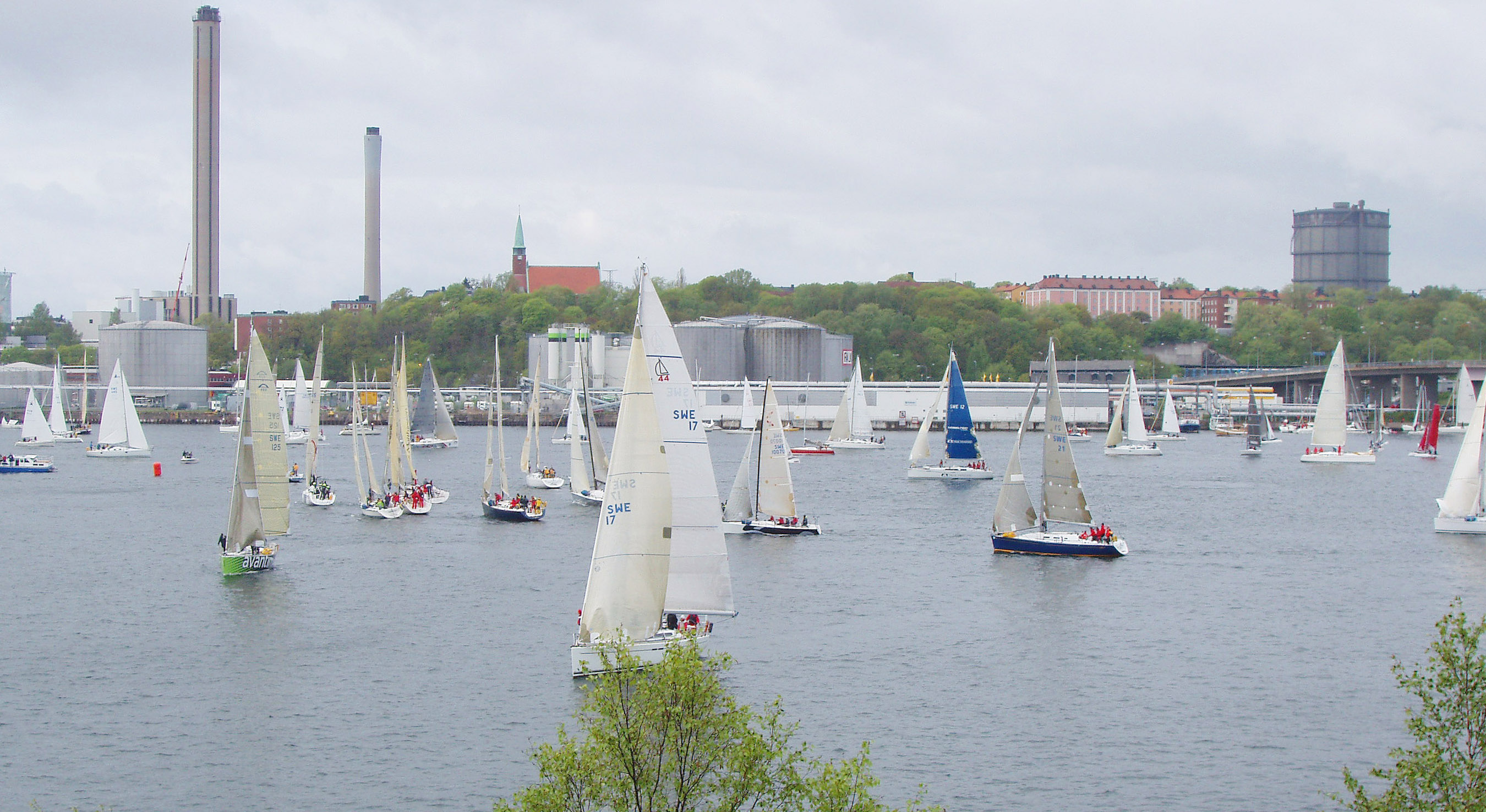
Lidingö Runt, maj 2009.

Bland större idrottsevenemang i kommunen hittas exempelvis världens största terränglopp, Lidingöloppet, som under 2010-talet lockade fler anmälda än vad invånare på ön. Ett annat stort idrottsevenemang är segeltävlingen Lidingö runt som årligen har 400-450 deltagande båtar.
Riksidrottsförbundets utvecklingscentrum är belägen på Bosön där man genomför "testning, träning, utbildning, rådgivning, rehabilitering, och utvecklingsprojekt".
I Ekholmsnäs finns en skidanläggning, Ekholmsnäsbacken. Där hittas också Sveriges längsta naturrodelbana och  Ekholmsnäs golf. En annan golfbana är Lidingö GK som är Sveriges äldsta 18-hålsbana.
Childhoodhallen är en av kommunens isbanor och ligger i Högsätra. Hallen är hemmaplan för Lidingö Vikings HC.

## Galleri

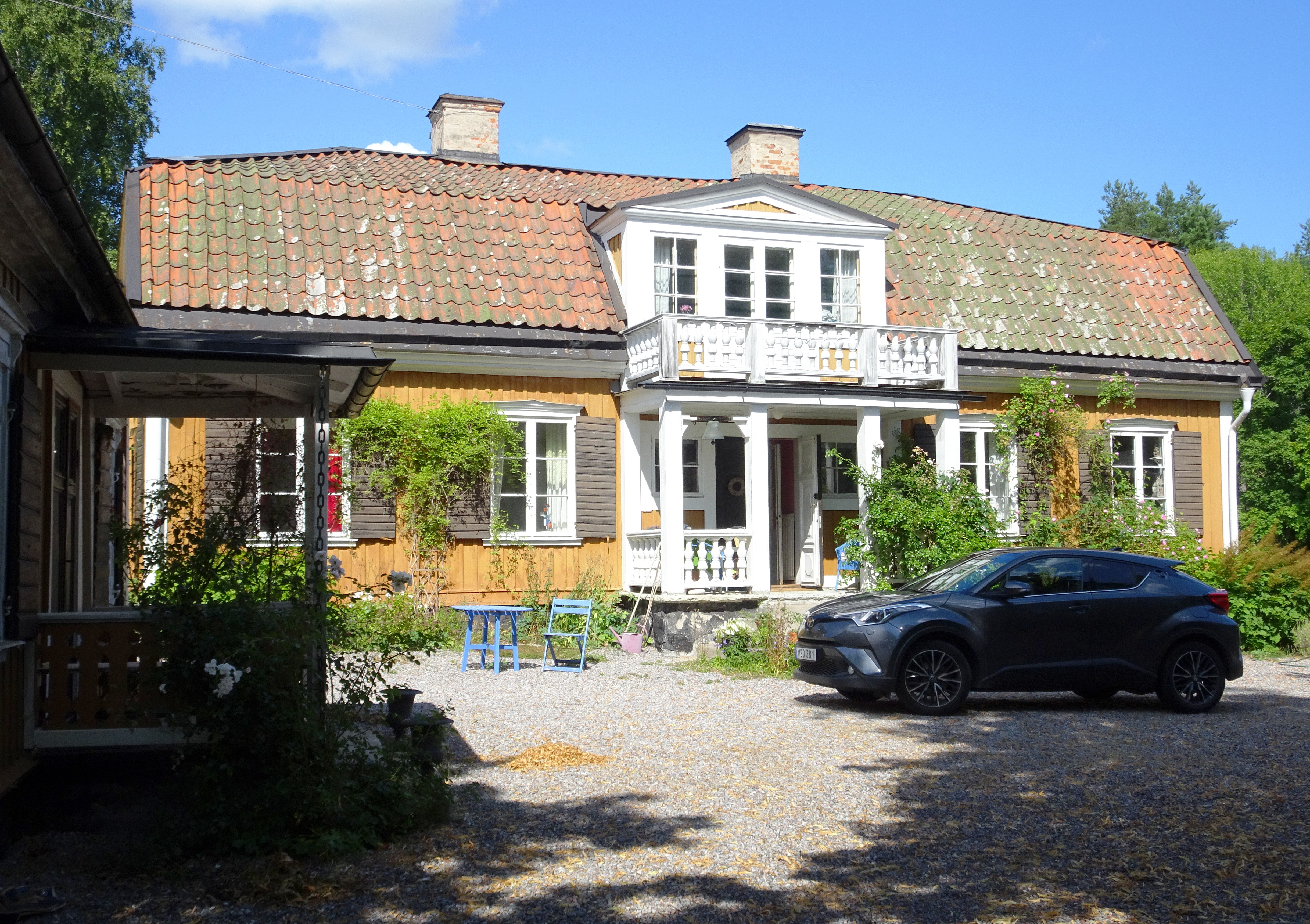
Rudboda gård.
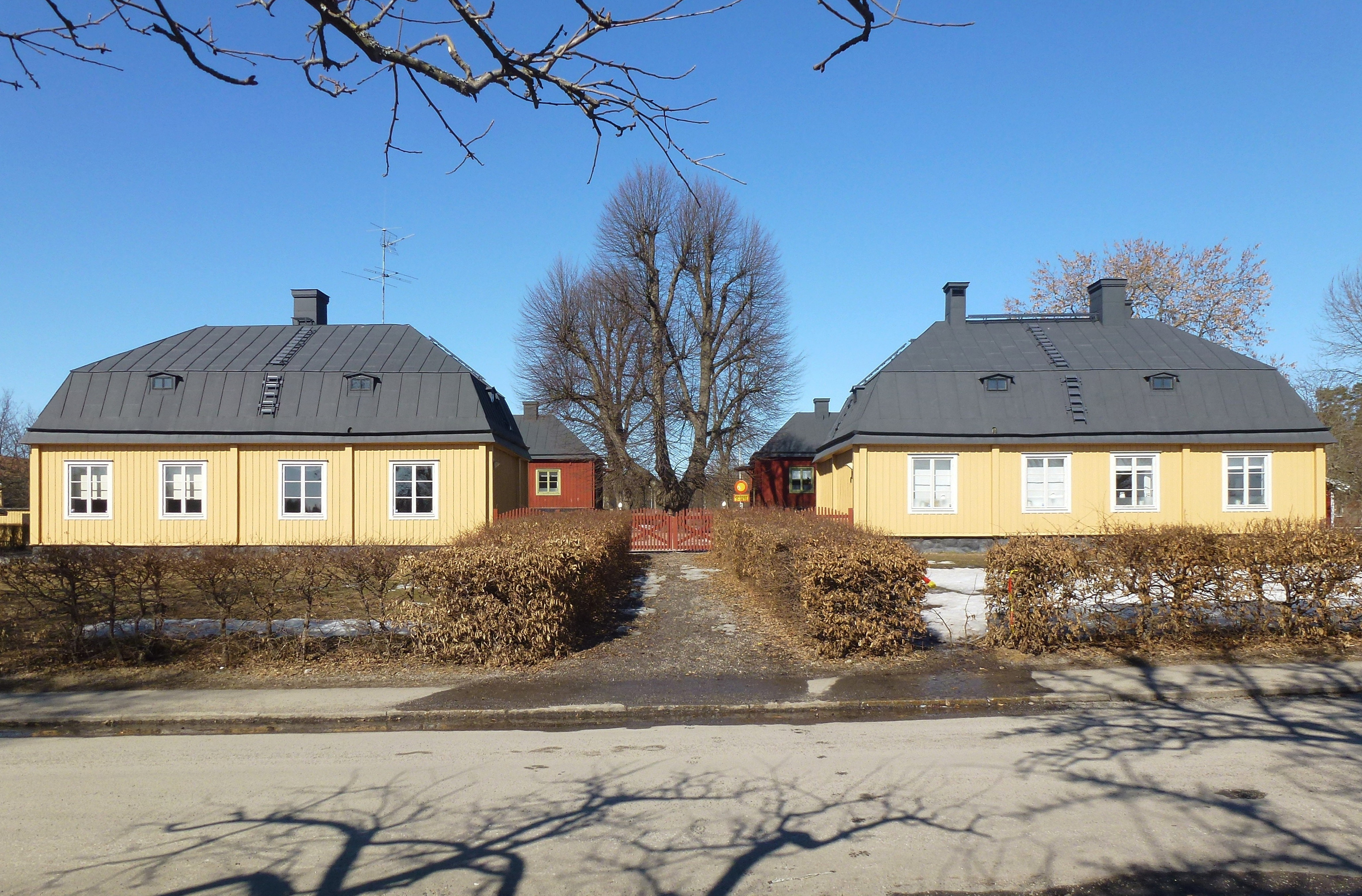
Bo gård.
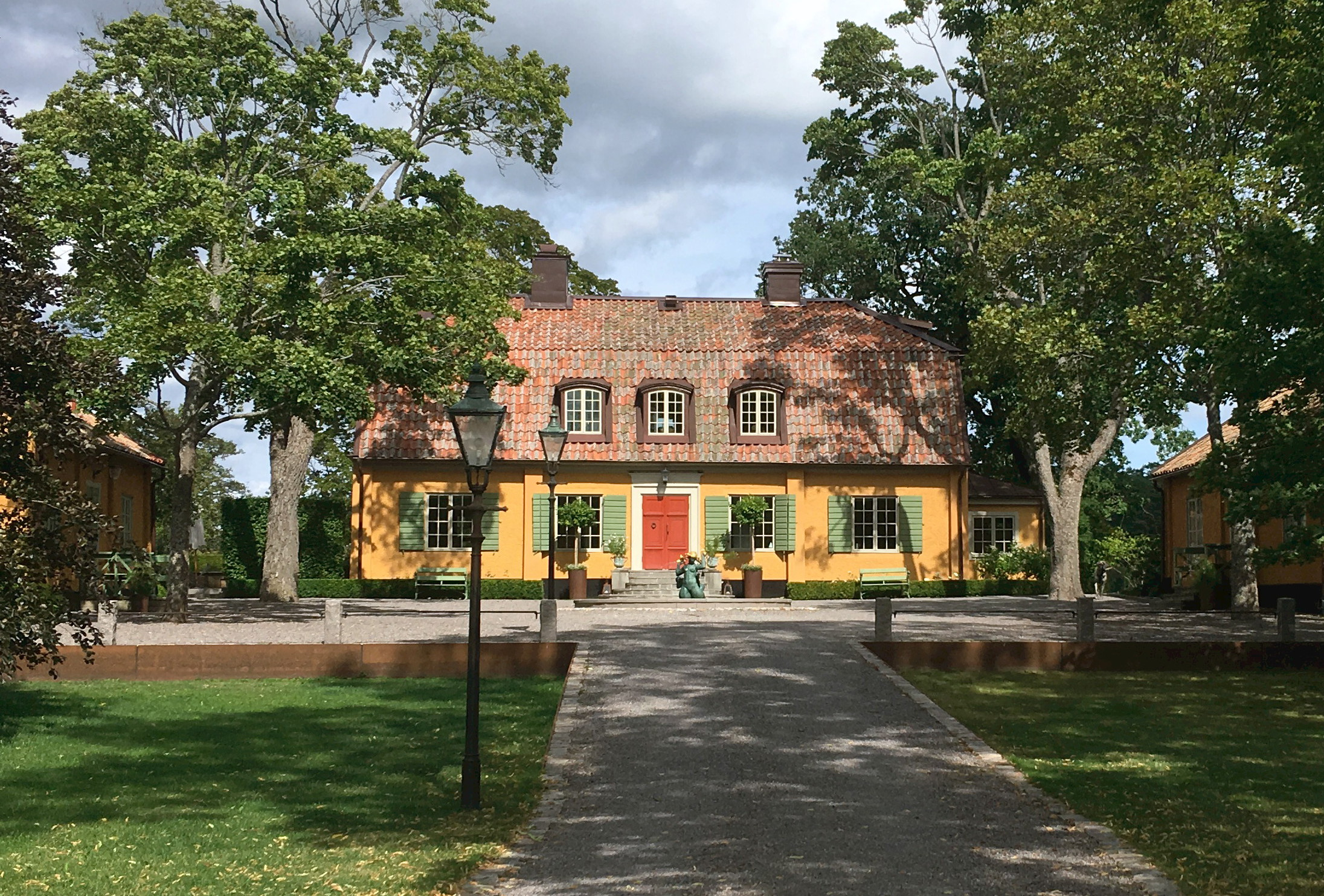
Ekholmsnäs gård.
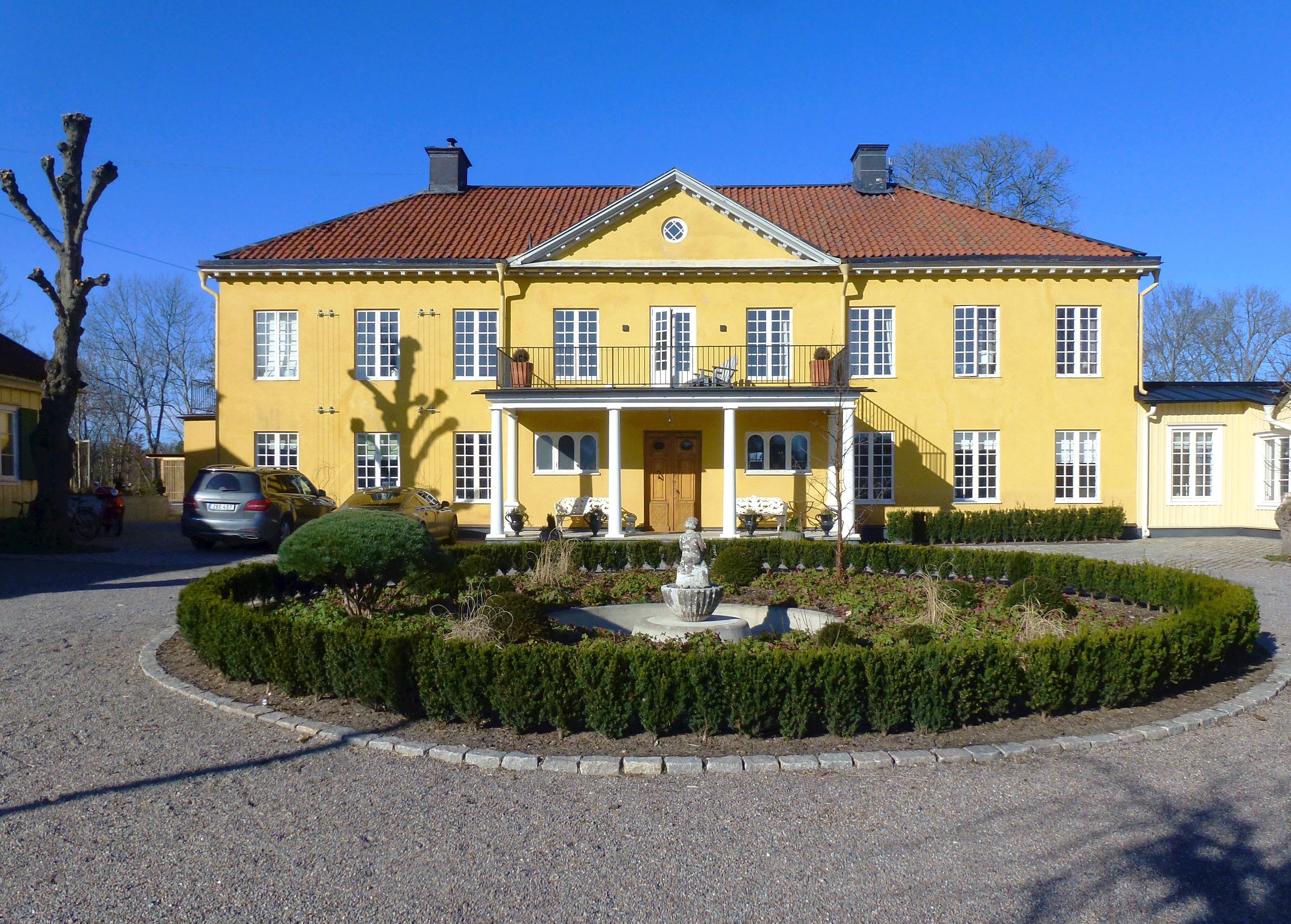
Hersby gård.
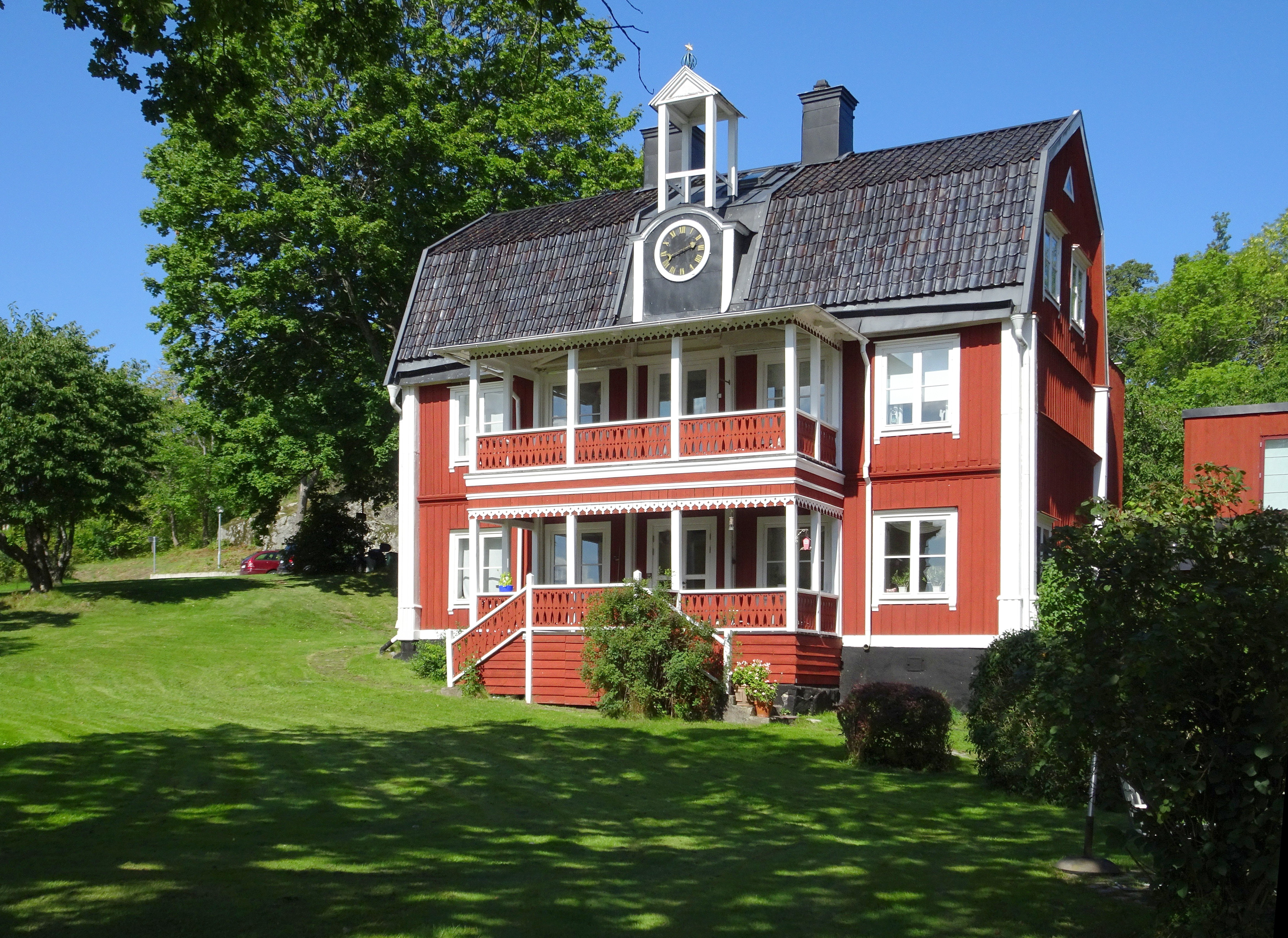
Mölna gård.
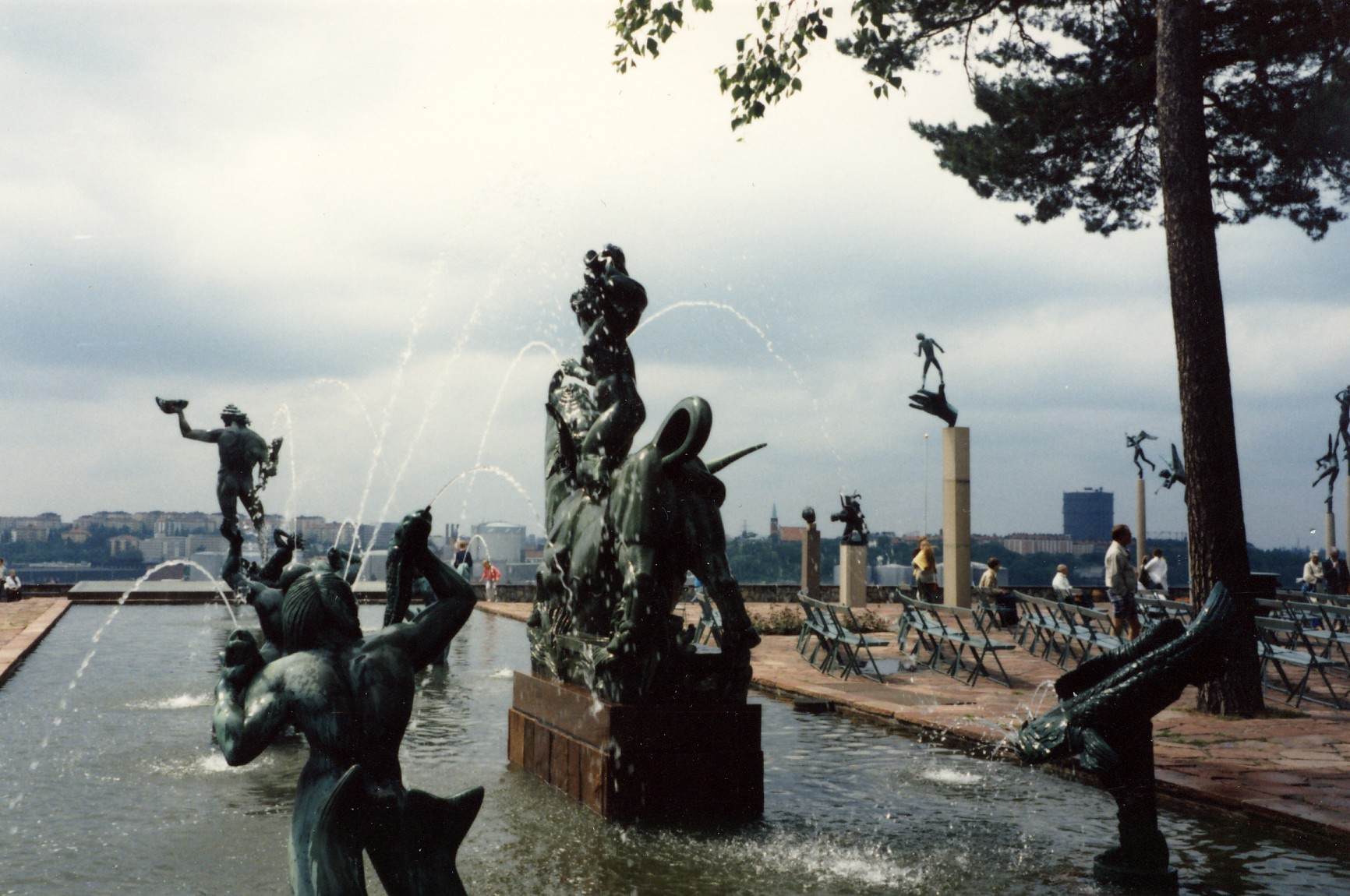
Millesgården med skulpturparken på Herserudsklippan skapad av Carl och Olga Milles. Foto från 1986.
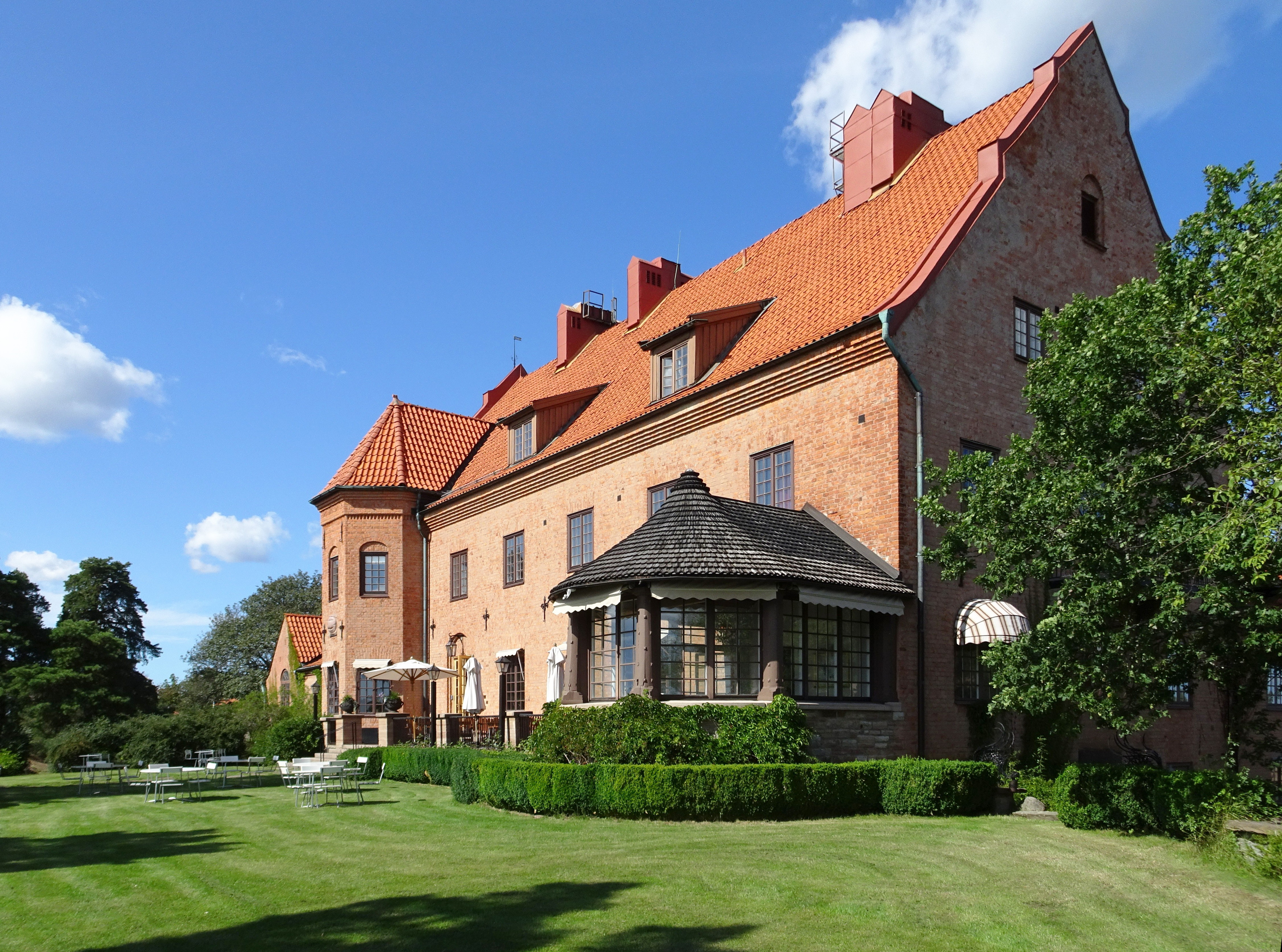
Villa Högberga Lidingös största privata villa uppförd på 1910-talet av Klas Fåhraeus, numera konferensgård. Foto från 2021.
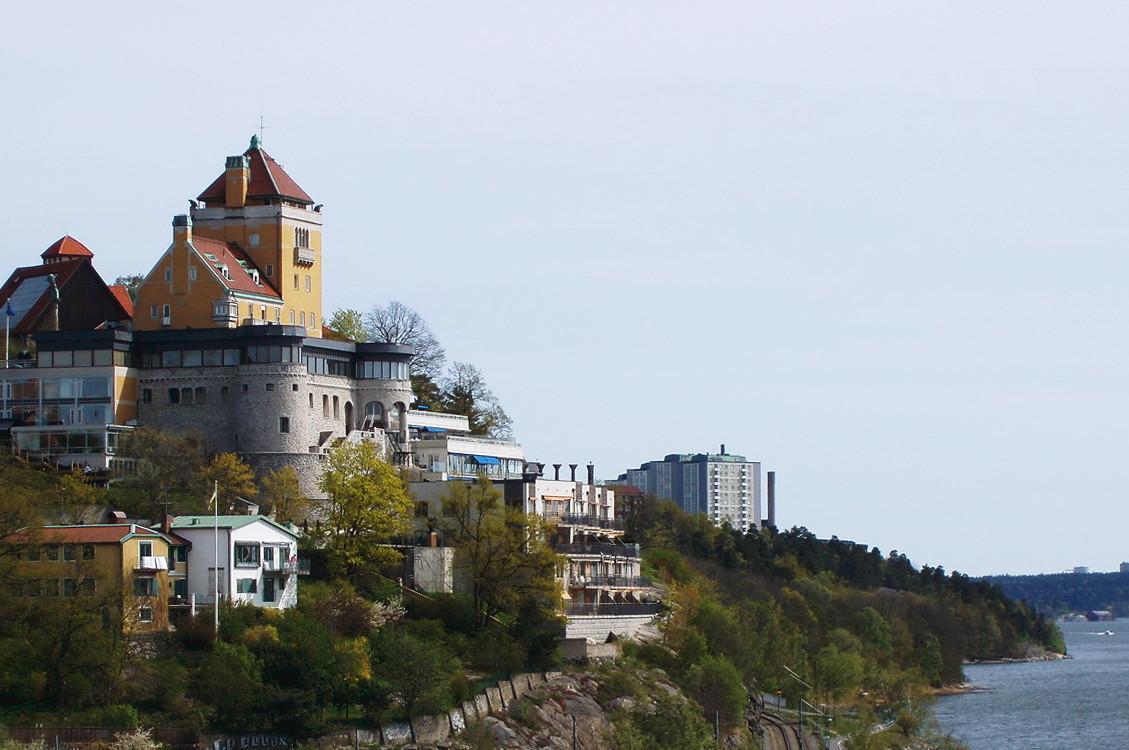
Foresta, ett av Lidingös mest kända byggnadskomplex från tidigt 1900-tal uppfört av Wilhelmina Skogh som privatbostad.